# Mondveengronden
Mondveengronden was een bodemtype binnen het Nederlandse systeem van bodemclassificatie en behoorde tot de rauwveengronden. In de herziene versie van het classificatiesysteem uit 1989 komen deze gronden niet meer voor.
De bovengrond bestaat uit een meestal niet dikkere laag van 15 cm humeus tot humusrijk zand. Afgezien van de humusklasse van zijn deze gronden identiek aan de bouwteveengronden. De bodem vertoont onder de veenlaag in de meeste gevallen een podzolprofiel. Mondveengronden komen voor in Oost-Groningse veenkoloniën waar gebouwd is.